# 森山茂徳
森山 茂徳（もりやま しげのり、1949年3月 - ）は、日本の政治学者。首都大学東京都市教養学部法学系名誉教授。専門は東アジア比較政治。法学博士（東京大学・1985年）。

## 略歴
- 東京都で出生[1]
- 1973年：東京大学法学部政治コース卒業
- 1976年：東京大学大学院法学政治学研究科政治学専門課程博士課程満期退学、東京大学東洋文化研究所助手
- 1982年：新潟大学教養部講師
- 1984年：同助教授
- 1992年：獨協大学法学部教授
- 2000年：東京都立大学法学部教授
- 2005年：首都大学東京都市教養学部法学系教授
- 2013年：退職[1]

この他学外では、第1期日韓歴史共同研究委員会（2002年-2005年）委員を務めた。

## 著書

### 単著
- 『近代日韓関係史研究　朝鮮植民地化と国際関係』（東京大学出版会、1987年）
  - 『近代韓日関係史研究』ハングル語版（金世民訳、ソウル、玄音社、1994年）
- 『日韓併合』（吉川弘文館、1992年/新装版、1995年）
- 『韓国現代政治』（東京大学出版会、1998年）
  - 『韓国現代政治』中国語版（呉明上訳、台北、五南出版社、2005年）
- 『日本近代史のなかの朝鮮』（不二出版、2024年）

### 共著
- （原田環共編）『大韓帝国の保護と併合』（東京大学出版会、2013年）

### 翻訳
- （宮崎隆次・高橋直樹共訳）『独裁と民主政治の社会的起源――近代世界形成過程における領主と農民』（全2巻、岩波書店、岩波現代選書、1986・87年／上下巻、岩波文庫、2019年）

## 論文

### 雑誌論文
- 「米軍政下南朝鮮の政軍関係」（『年報政治学』、1989年）
- 「日本の朝鮮統治政策(1910～1945年)の政治史的研究」（『法政理論』23(3・4)、1991年）
- 「戦後日韓関係形成の一側面--日韓会談における韓国の交渉態度」（『独協法学』通号41、1995年）
- 「日清戦争時の日本軍部の対韓政策」（『独協法学』通号43、1996年）
- 「日本の韓国植民地化と韓国都市の変化--保護政治期を対象として」（『法学会雑誌』50(1)、2009年）

### 単行本所収論文
- 「朝鮮法域の民事・刑事上の性格と立法・司法制度再編 保護政治下韓国における司法制度改革の理念と現実」（浅野豊美・松田利彦編『植民地帝国日本の法的構造』信山社出版、2004年）
- 「日本の植民地支配と朝鮮社会 植民地統治と朝鮮人の対応」（日韓歴史共同研究委員会編『日韓歴史共同研究報告書　第3分科篇 上巻』、2005年）
- 「野党政治家、言論人の韓国観」（渡辺浩・朴忠錫編著『韓国・日本・「西洋」その交錯と思想変容』慶應義塾大学出版会、2007年）